# 皮德茲維里涅齊
49°34′20″N 23°42′58″E / 49.57222°N 23.71611°E
皮德茲維里涅齊（烏克蘭語：Підзвіринець），是烏克蘭的村落，隸屬利沃夫州利維夫區，始建於1452年，面積4.6平方公里，海拔高度258米，2025年人口572，人口密度每平方公里176.3人。